# (7693) 1982 WE
(7693) 1982 WE là một tiểu hành tinh vành đai chính. Nó được phát hiện bởi Tsutomu Seki ở Geisei Observatory ở Kōchi, Nhật Bản, ngày 20 tháng 11 năm 1982.